# رابط کاربری گرافیکی
در فرهنگ رایانه، رابط کاربری گرافیکی یا واسط نگاره‌ای کاربر، یا واسط کاربر  مجموعه‌ای از نشانه‌های گرافیکی نمایش داده شده بر روی یک نرم‌افزار است که در آن کاربر به جای تایپ فرمان‌های بلند و پیچیده از اعلان فرمان، با اشاره بر نمایش‌های تصویری بر روی صحنه تصویر، پرونده‌ها، برنامه‌ها یا فرمان‌های گوناگون را انتخاب می‌کند.

به عبارتی ساده‌تر، یک محیط گرافیکی که نرم‌افزارهای رایانه، برای راهنمایی و کاربری بهتر انسان بکار می‌گیرند رابط کاربر گرافیکی نامیده می‌شود. این نما، چگونگیِ روش کاربریِ رایانه را، توسط انسان، بهبود می‌بخشد و روشی است گرافیکی برای نمایش نرم‌افزار سیستم‌عامل رایانه، به کاربرانش. در رایانه‌های قدیمی‌تر، این نما، مجموعه‌ای بود از نشان‌های تایپی نشان داده شده بر صفحه نمایشگر. در رایانه‌های امروزی اما، نمای گرافیکی کاربری مجموعه‌ای است از نشان‌ها و پس زمینه‌ها و کلیدهایی زیبا و رنگین، برای بهبود رابطه انسان-ماشین در راستای بهبود کاربری کارایی بهتر.

برخی این واژه را «نمای گرافیکی کاربر»، «میانای نگاره‌ای کاربر»، یا «میانجی نگاره‌ای کاربر» هم ترجمه کرده‌اند.
برنامه‌های کاربردی که در ویندوز اجرا می‌شوند، از مجموعه ثابتی از فهرست‌های گزینش عمودی، جعبه‌های محاوره‌ای و سایر عناصر گرافیکی مانند نوارهای مرور (به انگلیسی: scroll bar) و شمایل‌ها (به انگلیسی: icon) استفاده می‌کنند. این ثبات میان عناصر گرافیکی، مزیت عمده‌ای برای کاربر است، زیرا با یادگرفتن نحوهٔ کار با رابط می‌تواند از آن در تمام برنامه‌های در حال اجرا در همان محیط استفاده کند.

## مثال‌ها

نمونه‌هایی از محیط‌های گرافیکی
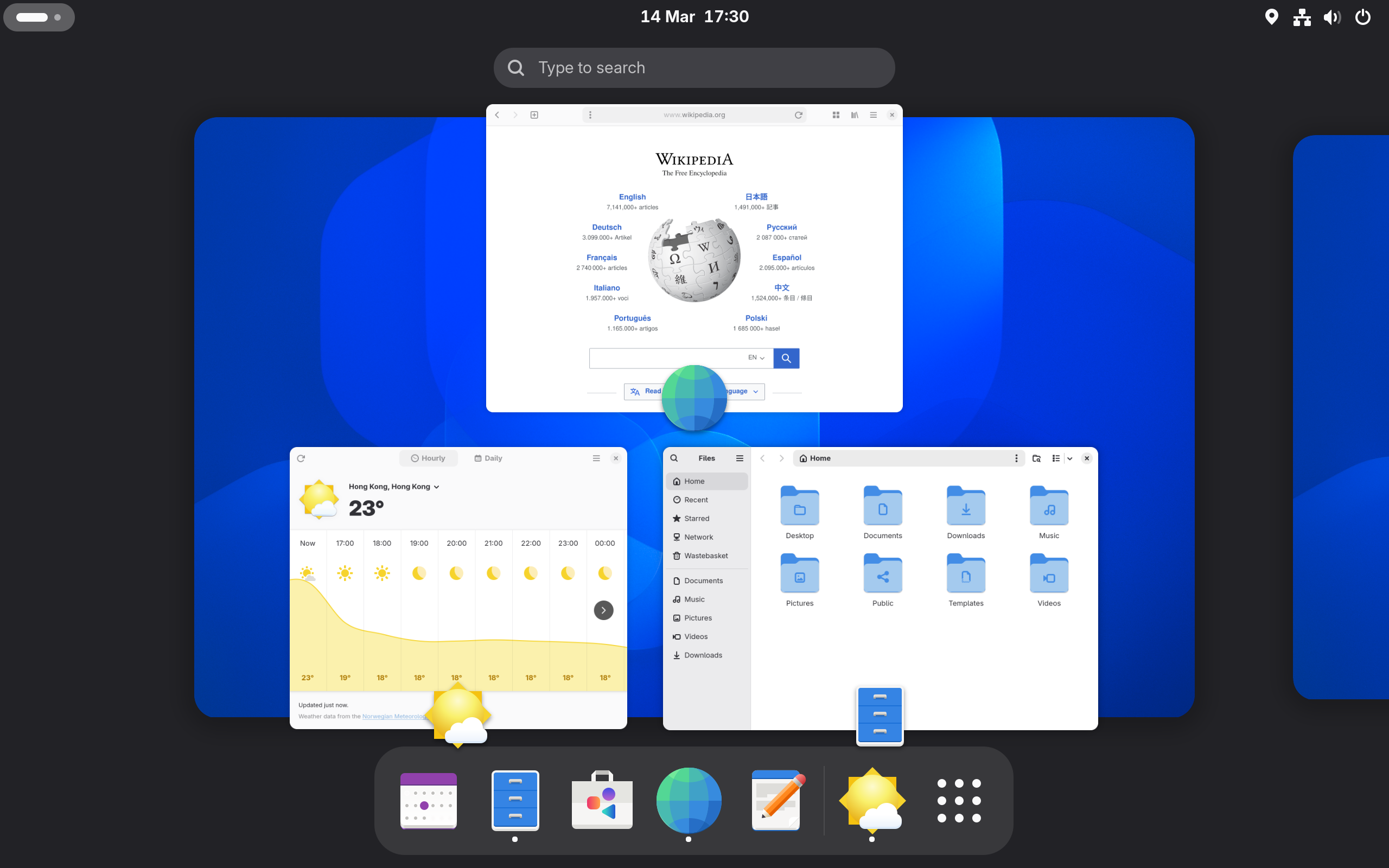
GNOME Shell
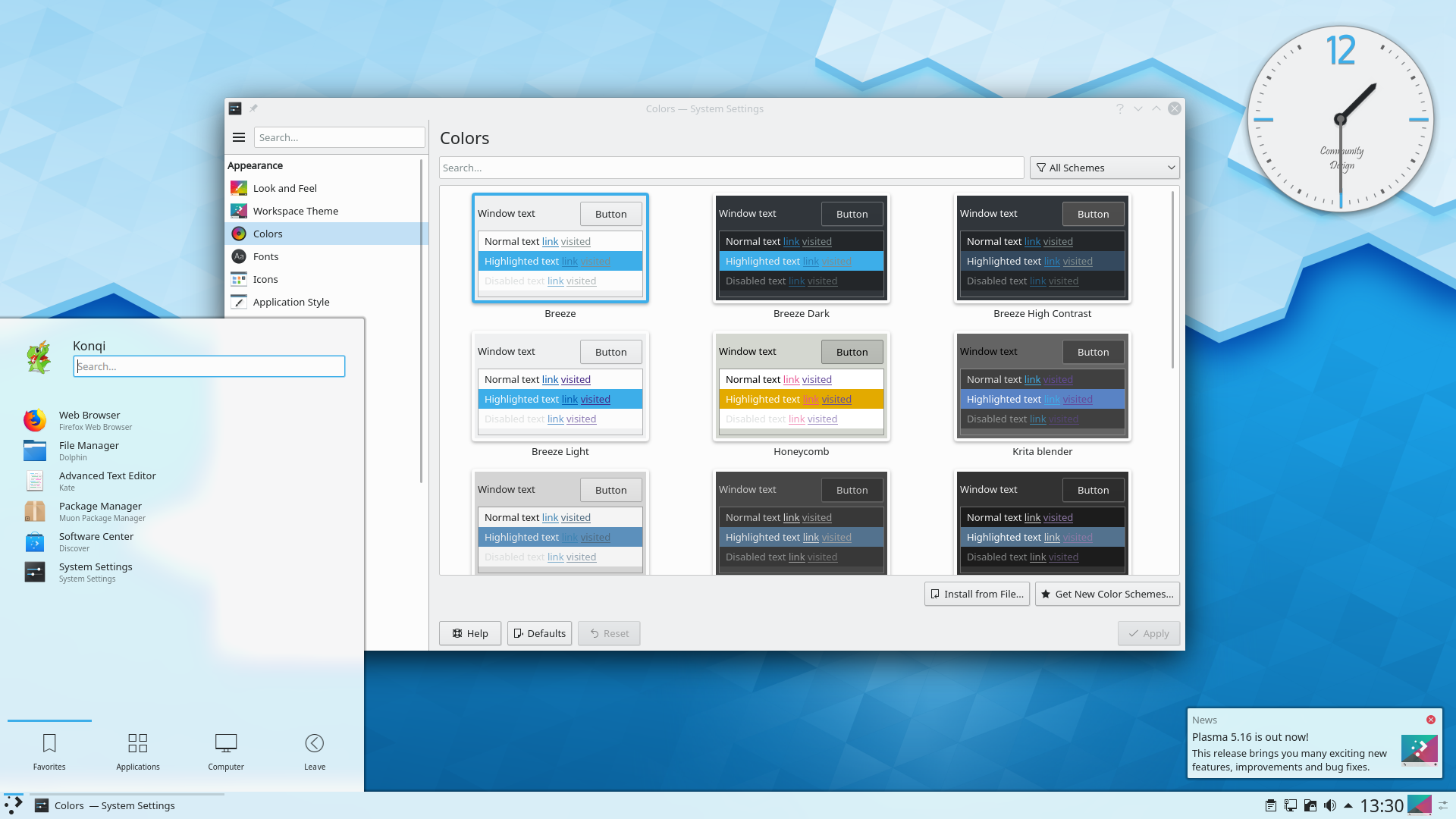
KDE Plasma 5
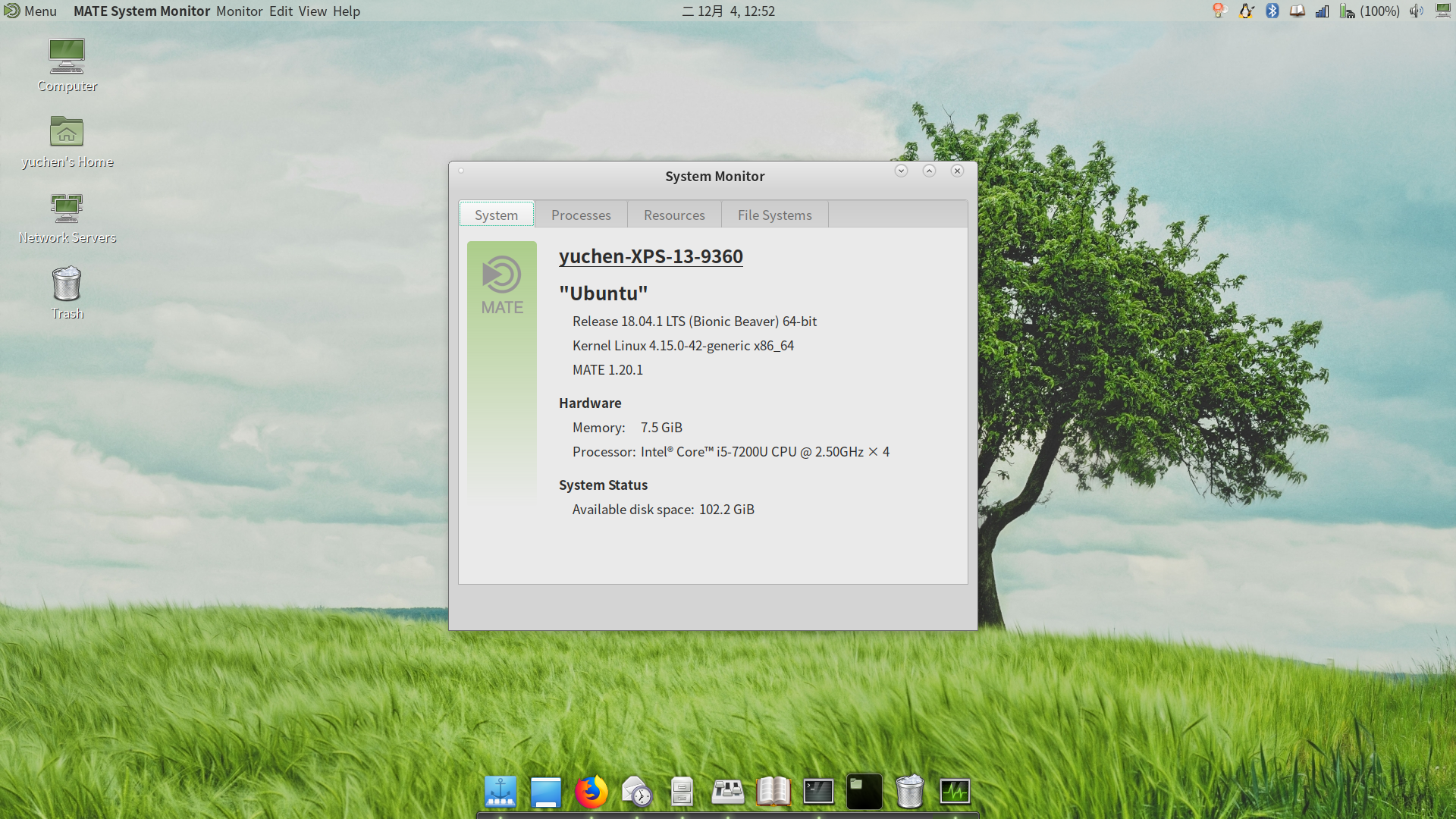
MATE
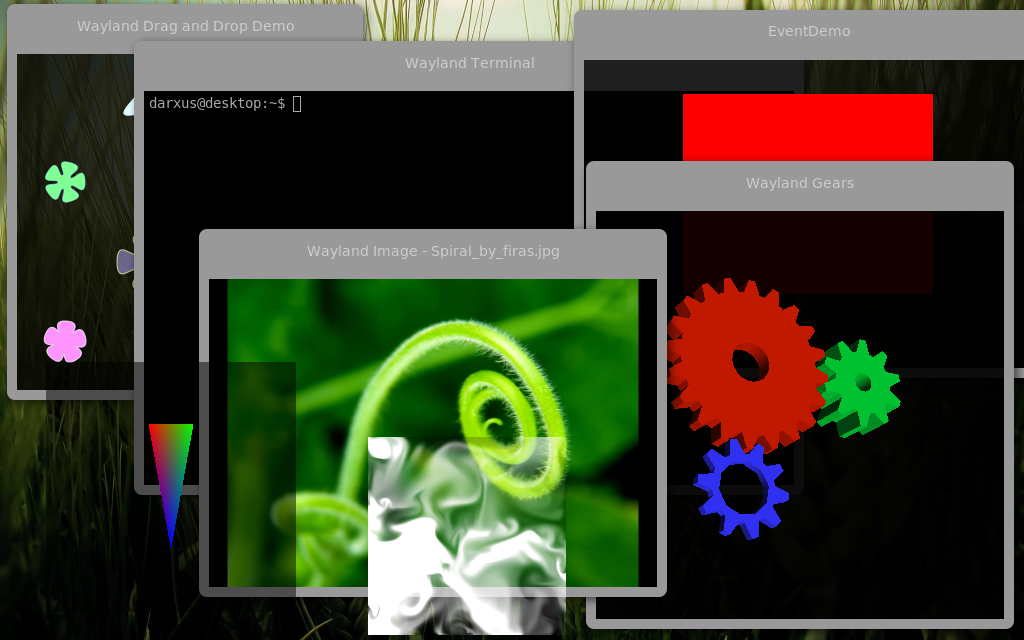
Windows on an example Wayland compositor
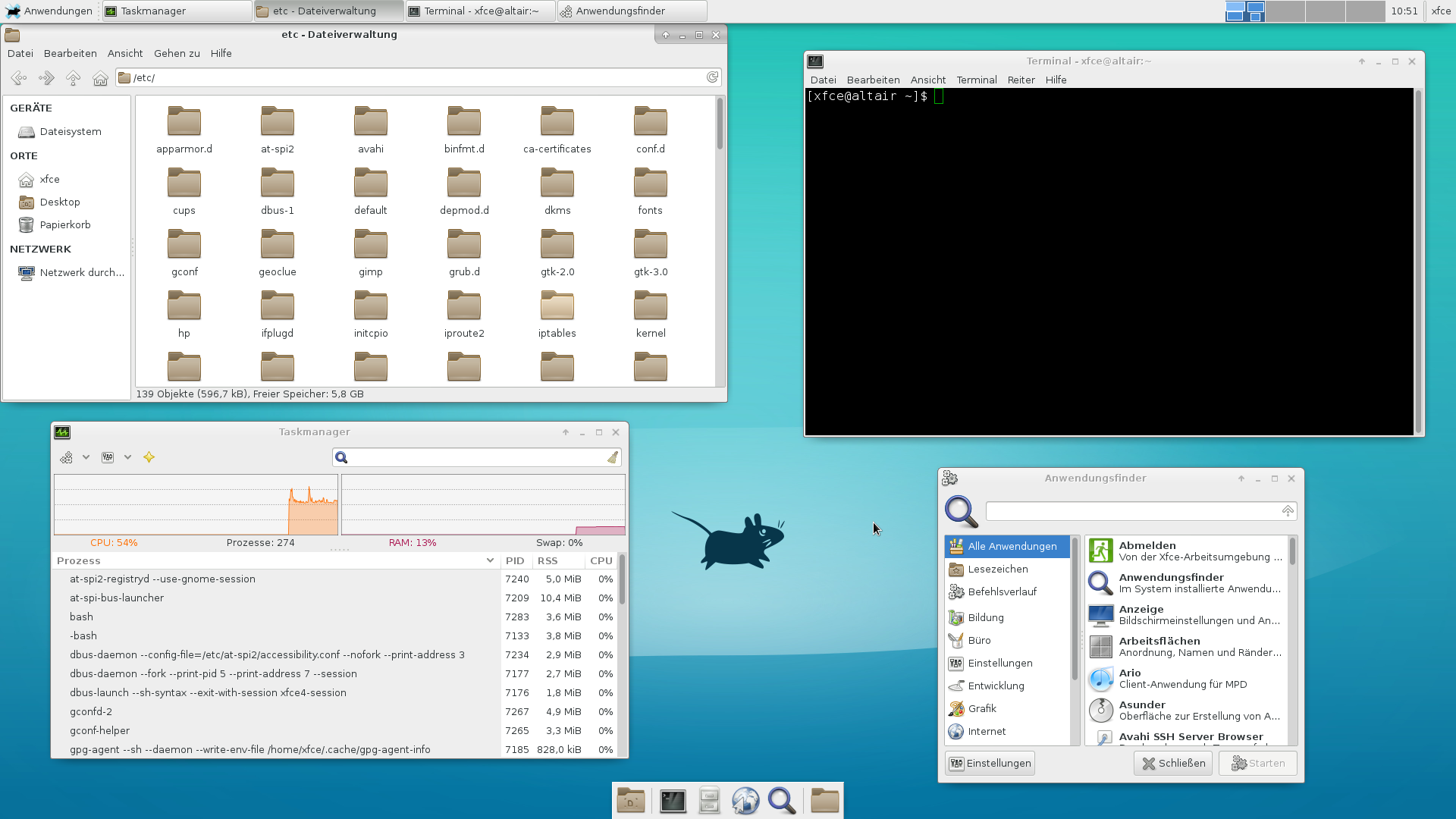
Xfce
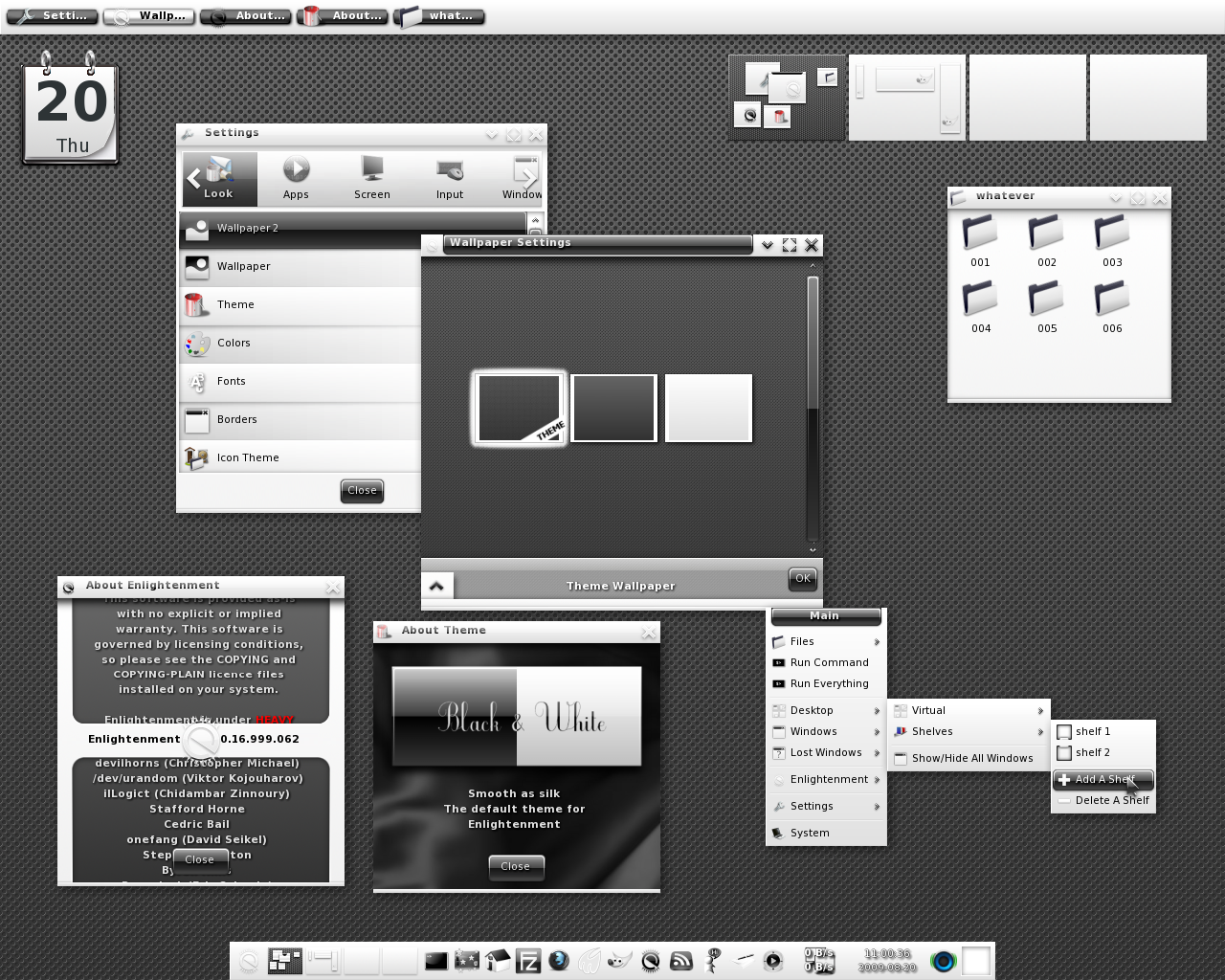
Enlightenment
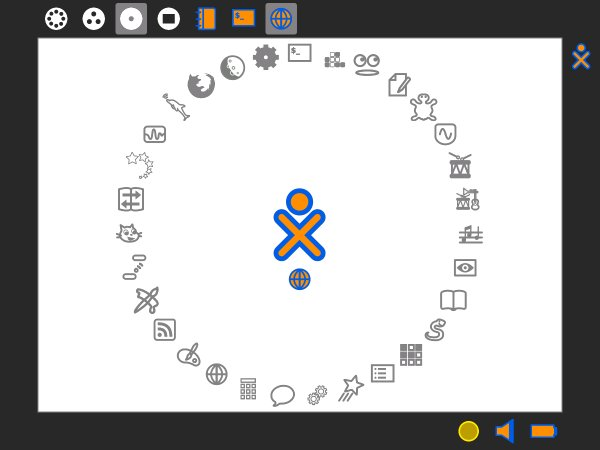
Sugar
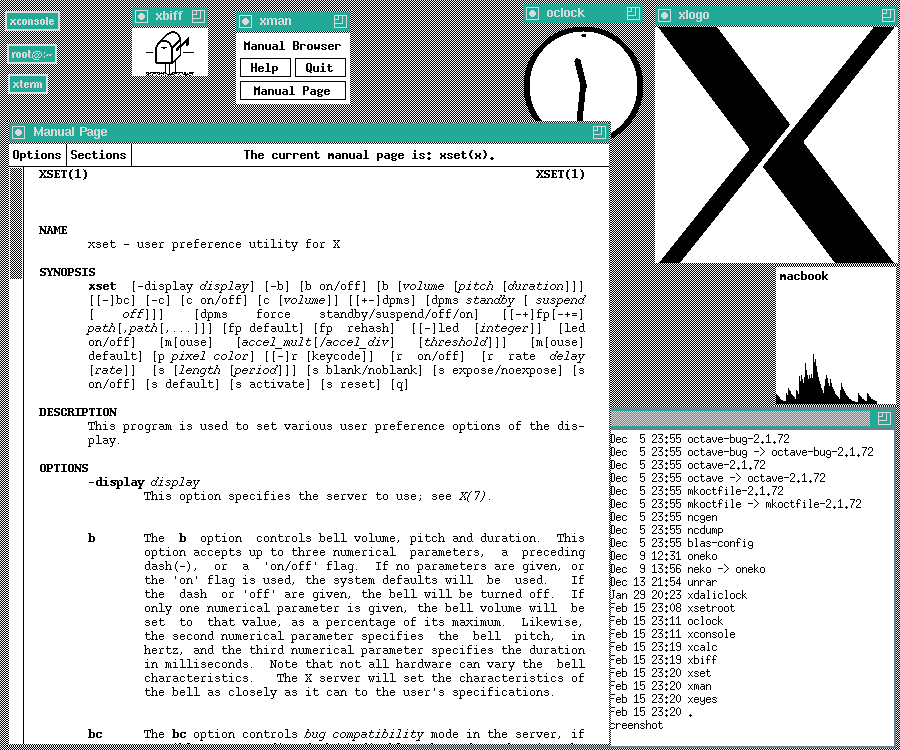
A twm X Window System environment
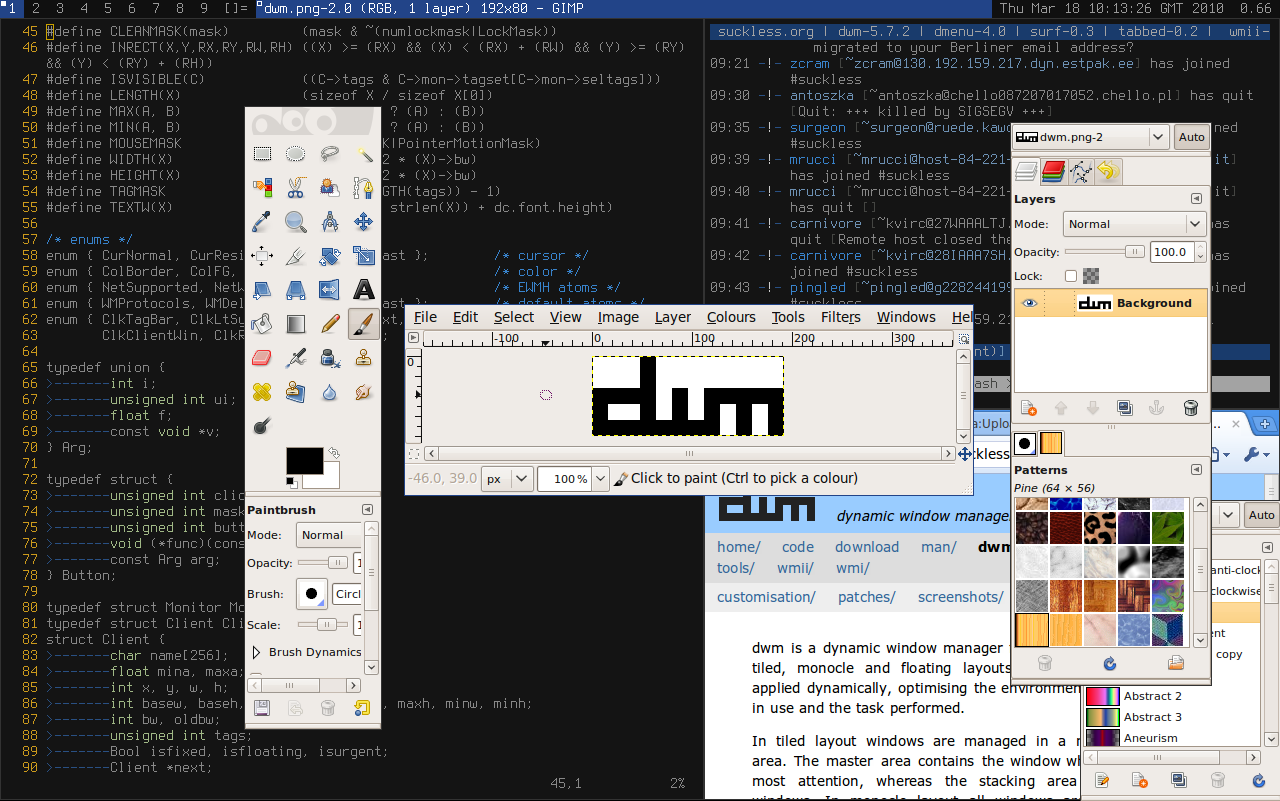
The dwm tiling window manager
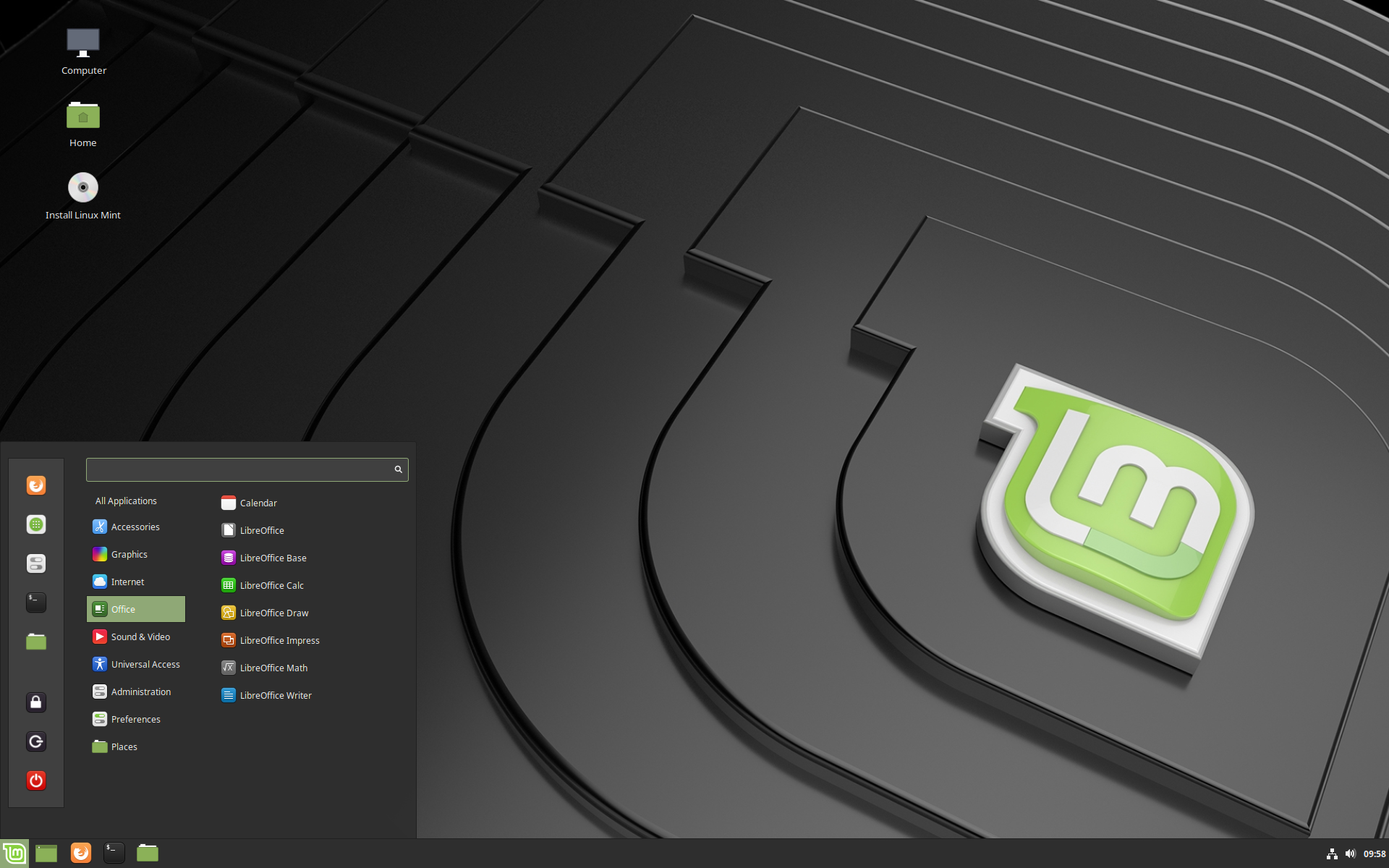
Cinnamon
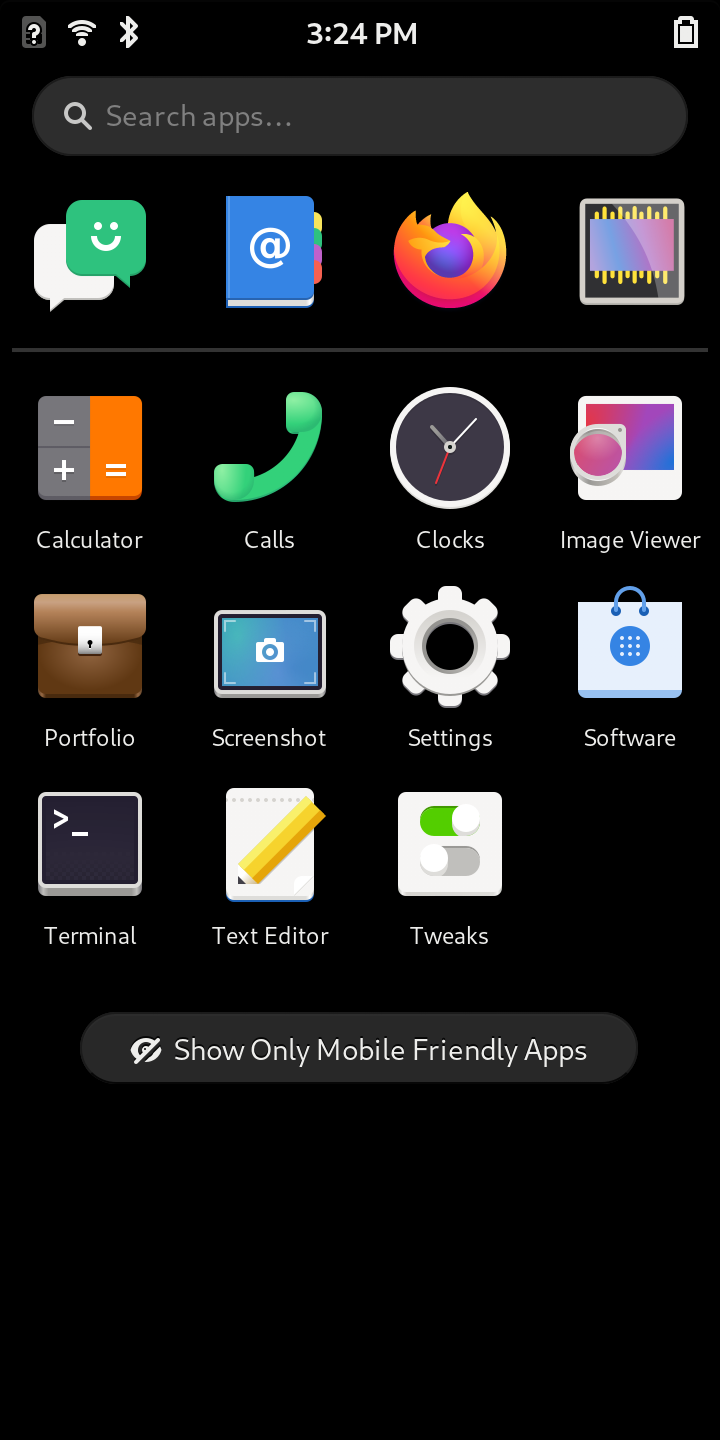
Phosh

## طراحی وب
در بحث طراحی وب (طراحی وب سایت)، رابط گرافیکی کاربری یک سایت، شامل نشان‌ها، پس زمینه‌ها، منوها و روش چیدمان و نشان دادن محتوای یک صفحه وب، و چگونگی ایجاد کلیدهایی برای جهت یابی (به انگلیسی: Navigation) کاربران، در صفحه‌های وب است.

## ریشه
این عبارت، مفهومی ریشه گرفته از نمای کاربری (به انگلیسی: UI) است، با این تفاوت که نمای کاربری، مفهومی کلی‌تر است، و به چگونگی رابطه پایاپای و متقابل انسان-ماشین (کاربری) می‌پردازد، در حالیکه رابط گرافیکی کاربری، روش نمایش گرافیکی این کاربری است، و محیطی گرافیکی که انسان، برای کاربرد کامپیوتر با آن سروکار دارد.